# Fitzgerald Bramble
Pour les articles homonymes, voir Bramble.
Fitzgerald Bramble (né le 27 octobre 1967 à Saint-Vincent-et-les-Grenadines) est un joueur de football international vincentais, qui évoluait au poste de gardien de but.

## Biographie

### En équipe nationale
Fitzgerald Bramble joue avec l'équipe de Saint-Vincent-et-les-Grenadines entre 1992 et 2004.
Il participe avec cette équipe à la Gold Cup 1996 organisée aux États-Unis.
Il dispute également les éliminatoires du mondial 1994 et les éliminatoires du mondial 1998.